# 穆提婆
穆提婆（527年—577年11月），本姓駱，漢陽人，北齊後主高緯寵臣，與高阿那肱、韓鳳合稱北齊「三貴」，父親駱超，母親陸令萱。在北齊時，仗著陸令萱的關係，母子倆權傾朝野。

## 生平

### 侍奉後主
駱提婆的父親駱超曾因謀反，而受到正法。駱提婆與母親陸令萱被編入北齊的掖庭中，母子倆都成為奴僕。陸令萱當了太子高緯的乳母後，深受胡太后喜愛，陸令萱一步登天，貴不可攀。高緯即位之初，駱提婆靠著母親陸令萱的關係，得以侍奉高緯，朝夕左右，關係異常親密，無所不為。

### 恩寵有加
570年，駱提婆升遷儀同三司，加授開府，很快又授武衛大將軍、秦州大中正。571年，任侍中，封食邑樂陵郡等幾個郡縣，恩寵更盛。之後官至左右僕射、領大將軍、錄尚書，封城陽郡王，甚至高緯還追贈其父駱超為司徒公、尚書左僕射、城陽王。

### 忌恨琅琊王
當時和士開乃朝中大貴，武成帝高湛在位時，已是皇上心腹，後主高緯親政後，更大受恩寵，身為高緯心腹的駱提婆當然也跟和士開同流合污，當時和、駱兩人大修宅第，奢侈至極，更拖延修宅工程，暗中虧空公款，臭名已傳遍朝中上下，年僅十四歲的琅琊王高儼曾公開指責兩人說：「你們宅第早就該完工了，怎麼拖延那麼久？」
同年，高儼殺掉了和士開，一時騎虎難下，同時也想殺陸令萱和駱提婆母子，最後一場宮廷政變卻被左丞相斛律光輕易化解。

### 忌恨斛律光
斛律光很討厭高緯身邊的那些文官小人，而祖珽是盲人文官，一直受斛律光鄙視，而駱提婆曾向斛律光求娶其女失敗，而且高緯有次要賜晉陽一塊田地給駱提婆，更受斛律光譴責說：「這片田從高祖以來，一直是用來種禾草的，可飼馬敷千匹，以備敵人來犯。現在給了駱提婆，豈不短缺了軍需？」因此斛律光與駱提婆、祖珽等結了怨。
後來斛律光被祖珽與陸令萱誣陷而死。

### 與祖珽的關係
當斛律光被扳倒後，祖珽與陸令萱共同控制朝政，兩家關係很要好。但祖珽得勢後，得罪了很多人，也貶黜了許多人，祖珽後來還想扳倒陸令萱，欲獨攬朝政，於是想從貪婪成性的駱提婆身上下手，想抓他平日貪污的事件為把柄，以此扳倒陸令萱，還想以胡皇后為靠山。此事被陸令萱知道後，陸令萱馬上採取排擠祖珽的手段，使祖珽被高緯冷落，最終祖珽被貶至北徐州，後陳國攻打北徐州，駱提婆當時對他恨之入骨，一度不援救祖珽。

### 改姓為穆
後來陸令萱因為想要結好高緯寵愛之宮女穆邪利，所以提議讓自己當穆邪利的養母，讓兒子駱提婆改姓穆，是為穆提婆，穆邪利被高緯冊封皇后後，陸令萱號稱太姬，位尊第一品，地位比長公主還高。

### 權傾一時
572年，穆提婆、陸令萱母子倆權傾朝內外，為所欲為，買賣官爵，貪斂財物，他們每次給別人的賞賜都會動用到官庫庫銀。自太后以下的人都唯陸令萱是從，而兒子穆提婆則有唐邕等北齊官員對他謹慎恭敬。陸令萱甚至還曾在高緯面前罵穆提婆說：「奴斷我兒！」奴指的是穆提婆，兒指的是高緯。
有次，穆提婆向婁定遠要他弟弟婁季略的藝妓，被婁定遠拒絕了，穆提婆因此懷恨在心。574年3月12日，南安王高思好之亂被平定後，穆提婆誣陷婁定遠與高思好為同黨，致使婁定遠上吊自殺。
穆提婆為人雖然平庸低劣，沈迷聲色，奢侈至極，卻不仗著自己的地位來掌控朝政，性情很和善，不害忠良（雖陷害過婁定遠，但婁定遠不算忠良，他也曾害過趙郡王高叡），因此穆提婆反倒受當時的士大夫讚賞。
後來穆提婆與韓鳳一同利用建造晉陽宮的機會，上奏讓韓鳳的表舅段孝言去監造晉陽宮，卻暗中讓工匠們去修自己的住宅，這件事給陳德信知道了，就告知後主高緯，高緯很是生氣，於是就到晉陽一探究竟，發現真有此事，就把穆提婆與韓鳳在晉陽工程中除名。

### 投降北周
576年11月10日，北周武帝宇文邕領北周大軍東征北齊，當時後主高緯想退到鄴城，掌理山西軍事的安德王高延宗則認為應該跟北周決一死戰，穆提婆貪生怕死，阻止說：「皇上主意已定，王別再阻攔。」當時穆提婆表現得非常害怕，猛勸戒後主高緯撤走到別處。577年1月17日，穆提婆投降北周，其母陸令萱自殺。而穆提婆的家產被充公沒收，北周武帝封穆提婆為柱國、宜州刺史。2月4日，高緯禪位給年僅8歲的太子高恆。25日，後主高緯、幼主高恆皆被北周將軍尉遲勤活捉，自此北齊滅亡。
同年11月，宜州刺史穆提婆宣揚將以宜州為根據地，起兵復國，並呼籲溫國公高緯相呼應，馬上被北周處死，因此連累溫國公高緯等人被冤枉謀反，皆被賜死。

## 家世

### 父親
- 駱超，因謀反被殺

### 母親
- 陸令萱，北齊女官，權傾北齊

### 夫人
- 博陵崔氏，司徒功曹、率更令崔龙子之女

### 兒子
- 穆懷廆，娶李誦之女

## 延伸阅读
[在维基数据编辑]
 《北齊書·卷50》，出自李百药《北齊書》
 《北史·卷092》，出自李延壽《北史》